# Илет
Иле́т (фр. и окс. Ilhet) — коммуна во Франции, находится в регионе Юг — Пиренеи. Департамент — Верхние Пиренеи. Входит в состав кантона Арро. Округ коммуны — Баньер-де-Бигор.
Код INSEE коммуны — 65228.

## География
Коммуна расположена приблизительно в 680 км к югу от Парижа, в 115 км юго-западнее Тулузы, в 39 км к юго-востоку от Тарба.
На западе коммуны протекает река Нест.

## Климат
Климат умеренно-океанический с солнечной тёплой погодой и обильными осадками на протяжении практически всего года.

## Население
Население коммуны на 2010 год составляло 130 человек.
| 1962 | 1968 | 1975 | 1982 | 1990 | 1999 | 2010 |
| ---- | ---- | ---- | ---- | ---- | ---- | ---- |
| 273  | 219  | 184  | 177  | 139  | 120  | 130  |

## Администрация
| Период | Период | Фамилия            | Партия | Примечания |
| ------ | ------ | ------------------ | ------ | ---------- |
| 2001   | 2011   | Франсуа Эсклармонд |        |            |
| 2011   | 2020   | Жан-Франсуа Лаффон |        |            |

## Экономика
В 2010 году среди 66 человек трудоспособного возраста (15-64 лет) 41 были экономически активными, 25 — неактивными (показатель активности — 62,1 %, в 1999 году было 70,4 %). Из 41 активных жителей работали 40 человек (23 мужчины и 17 женщин), безработной была 1 женщина. Среди 25 неактивных 3 человека были учениками или студентами, 16 — пенсионерами, 6 были неактивными по другим причинам.

## Фотогалерея

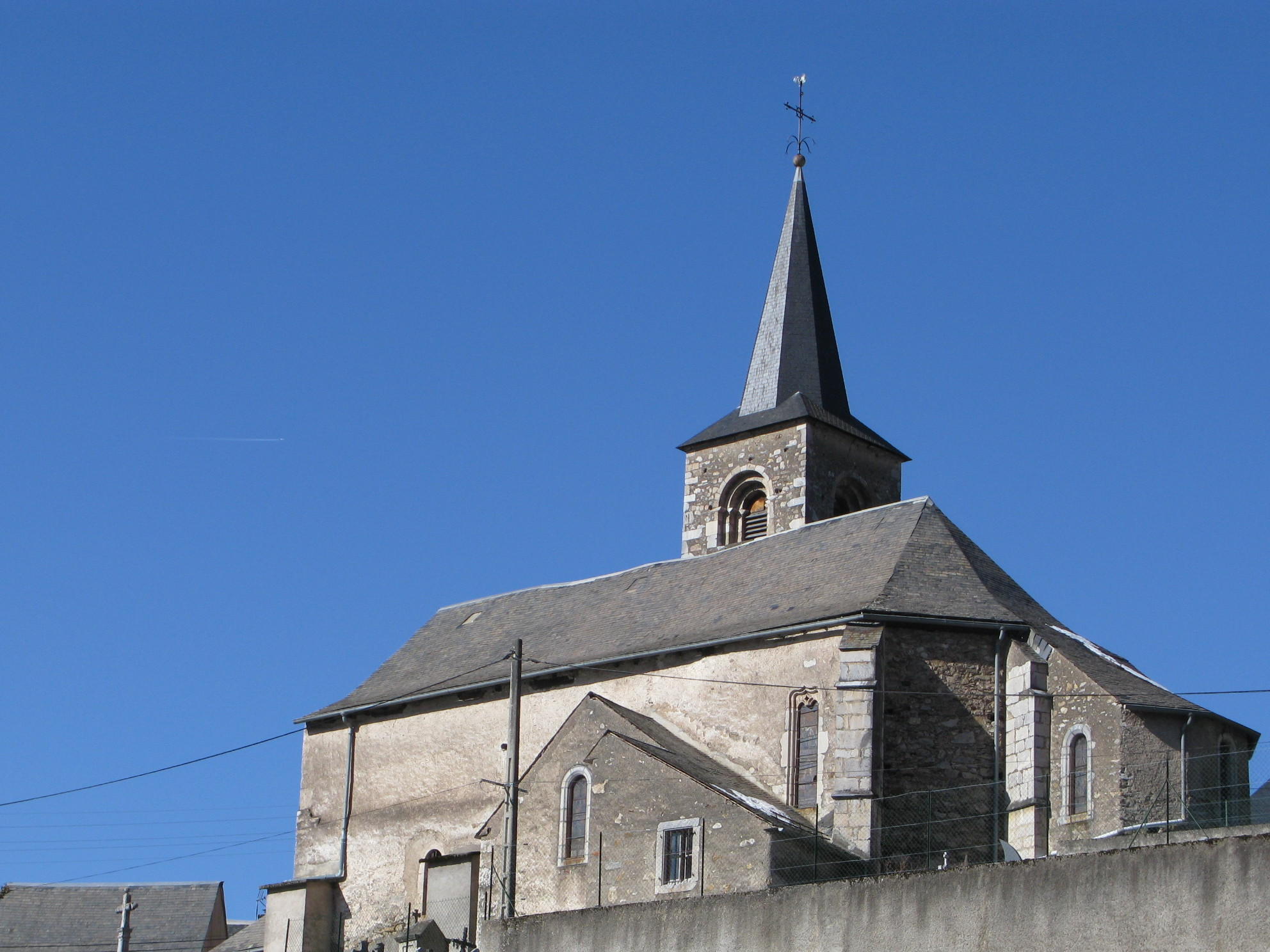
Церковь
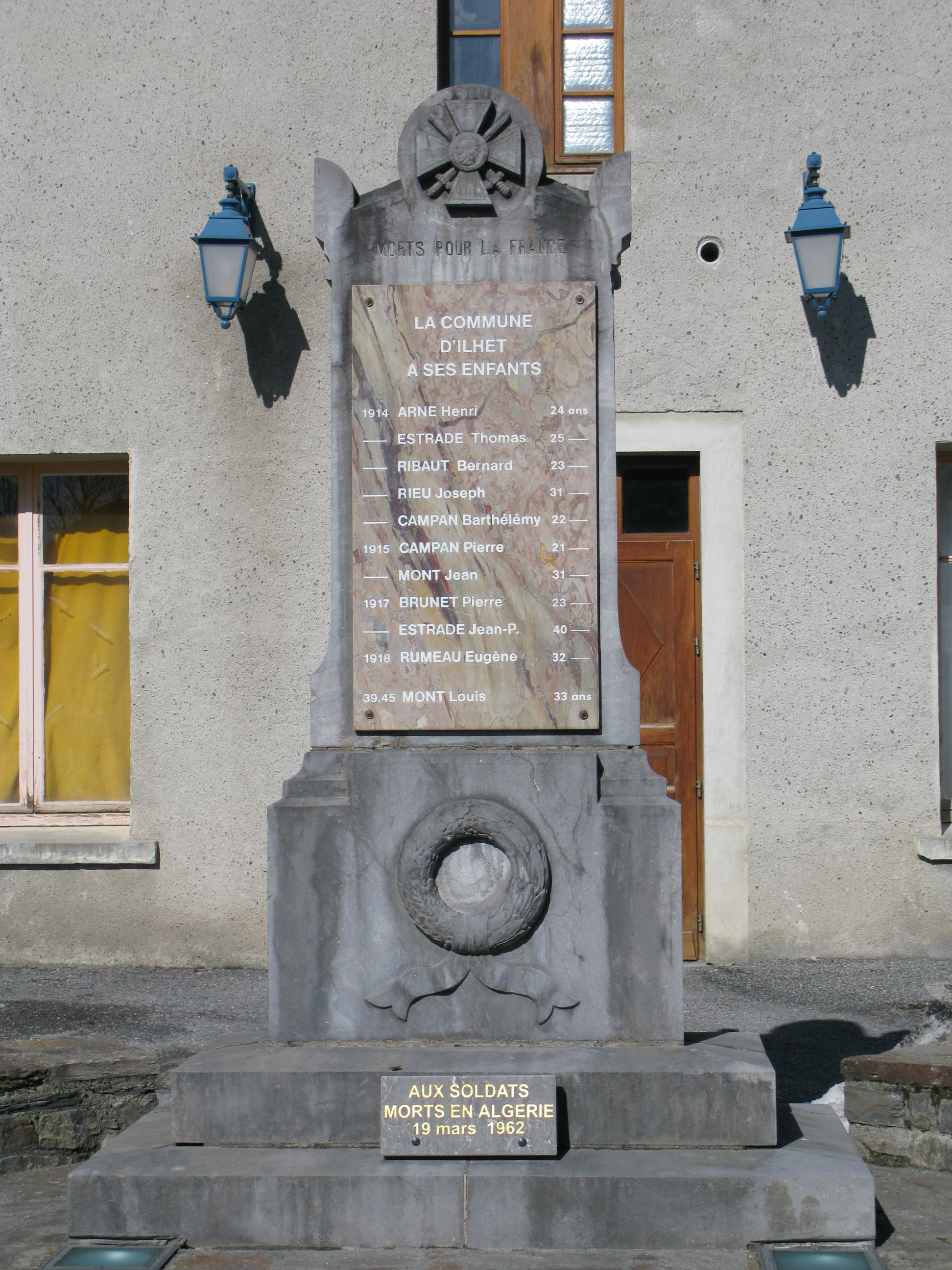
Военный мемориал
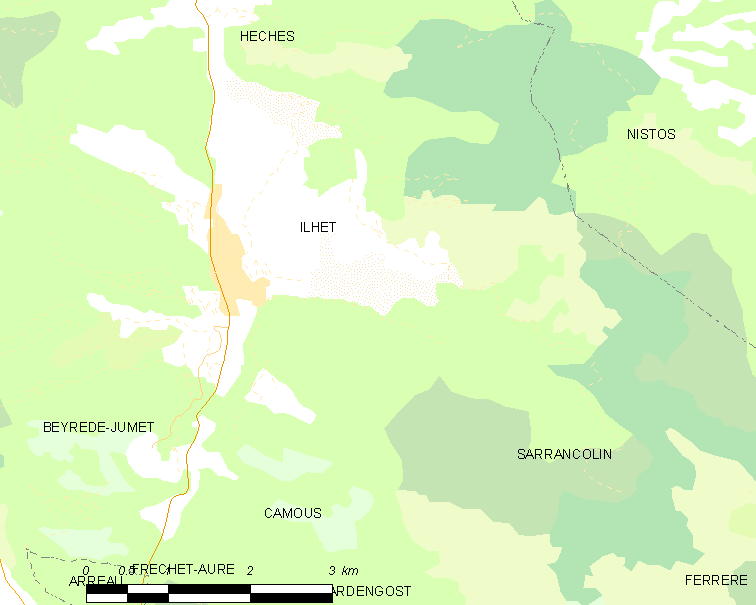
Карта коммуны